# اگلال
اگلال (به لاتین: Aglal) یک منطقهٔ مسکونی در مالی است که در استان تومبوکتو واقع شده‌است.